# 布佐韋 (丘胡伊夫區)
50°16′34″N 37°22′56″E / 50.27611°N 37.38222°E
布佐韋（烏克蘭語：Бузове）是位於烏克蘭東部的村莊，由哈爾科夫州丘胡伊夫区的沃夫昌斯克市鎮負責管轄。該村始建於1685年，面積0.28平方公里，海拔高度181米，2001年人口71，人口密度每平方公里255.4人。